# Rossinyol d'Iringa
El rossinyol d'Iringa (Sheppardia lowei) és una espècie d'ocell de la família dels muscicàpids (Muscicapidae) endèmica de les muntanyes de Tanzània. El seu hàbitat natural són els boscos tropicals i subtropicals de frondoses humits de l'estatge montà. Està amenaçat per la destrucció del seu hàbitat i el seu estat de conservació es considera vulnerable.